# 1906 en photographie
| Années de la photographie : 1903 - 1904 - 1905 - 1906 - 1907 - 1908 - 1909    |
| Décennies de la photographie : 1870 - 1880 - 1890 - 1900 - 1910 - 1920 - 1930 |

Cet article présente les faits marquants de l'année 1906 en photographie.

## Événements
- Alice Boughton devient membre de Photo-Secession.

## Photographies notables
- George R. Lawrence (en) réalise une photographie panoramique de San Francisco six mois après le tremblement de terre de San Francisco en avril ; la photographie a été prise à 600 mètres d'altitude, sur une plate-forme soulevée par une chaîne de cerfs-volants, avec un appareil photo panoramique grand format[1].

## Festivals et congrès photographiques
- Congrès de l'Union nationale des sociétés photographiques de France au Puy-en-Velay.

## Prix et récompenses
- Eugène Trutat reçoit la médaille d’argent de la Société française de photographie pour l’intérêt de ses travaux.
- Médaille du progrès de la Royal Photographic Society : Jules Janssen.

## Naissances
- 1er janvier : Américo Ribeiro, photographe portugais, mort le 10 juillet 1992.
- 4 janvier : Walter Reuter, photographe et réalisateur allemand actif au Mexique, mort le 20 mars 2005.
- 8 mars : Victor Hasselblad, ingénieur et photographe suédois, inventeur de l'appareil photographique reflex mono-objectif 6 × 6 cm, mort le 5 août 1978.
- 17 mars : Alfred T. Palmer, photographe américain, connu pour ses clichés pris alors qu'il travaillait pour le Bureau d'information de guerre des États-Unis de 1942 à 1943, mort le 31 janvier 1993.
- 27 mars : Bernard Lefebvre, photographe français, mort le 30 novembre 1992.
- 4 avril : André Ostier, photographe français, né le 19 janvier 1994.
- 27 avril : Pierre Izard, photographe suisse, mort le 8 mars 1998.
- 2 mai : Philippe Halsman, photographe américain, d'origine lettonne, membre de l'agence Magnum, mort le 25 juin 1979.
- 20 mai : Ellen Auerbach, photographe américaine d'origine allemande, morte le 30 juillet 2004.
- 29 mai : Paul Almásy, photographe hongrois naturalisé français, un des représentants de la photographie humaniste, mort le 23 septembre 2003.
- 7 juin : Jean Moral, photographe français, mort le 29 décembre 1999.
- 21 juillet : Tony Krier (Antoine Krier), photographe et journaliste luxembourgeois, mort le 22 septembre 1994.
- 31 juillet : Horacio Coppola, photographe et cinéaste argentin, mort le 18 juin 2012.
- 14 août : Horst P. Horst, photographe de mode germano-américain, mort le 19 novembre 1999.
- 17 septembre : Sakae Tamura, photographe japonais, mort le 22 juillet 1987.
- 27 décembre : Andreas Feininger, photographe américain, mort le 18 février 1999.
- Date précise non renseignée ou inconnue :
  - Artür Harfaux, dessinateur, photographe et scénariste français, mort le  1995.
  - Alexandre Kapoustianski, photographe et photo-journaliste russe (date de mort inconnue).

## Décès
- 16 janvier : Franck, photographe français, actif d'abord à Barcelone puis à Paris, né le 21 décembre 1816.
- 16 février : Alphonse de Launay, photographe français, né le 15 octobre 1827.
- 4 mars : Farnham Maxwell-Lyte, photographe et alpiniste britannique, né le 10 janvier 1828.
- 9 mars : Étienne Carjat, photographe, journaliste et caricaturiste français, né le 28 mars 1828.
- 10 juin : Gustave de Beaucorps, photographe français, né le 13 novembre 1824.
- 11 décembre : Axel Lindahl, photographe suédois, né le 27 juillet 1841.
- décembre : Mary Dillwyn, photographe britannique (Pays de Galles), née en 1816.
- Date précise non renseignée ou inconnue :
  - Antonio Beato, photographe italien, né vers 1825.

## Références

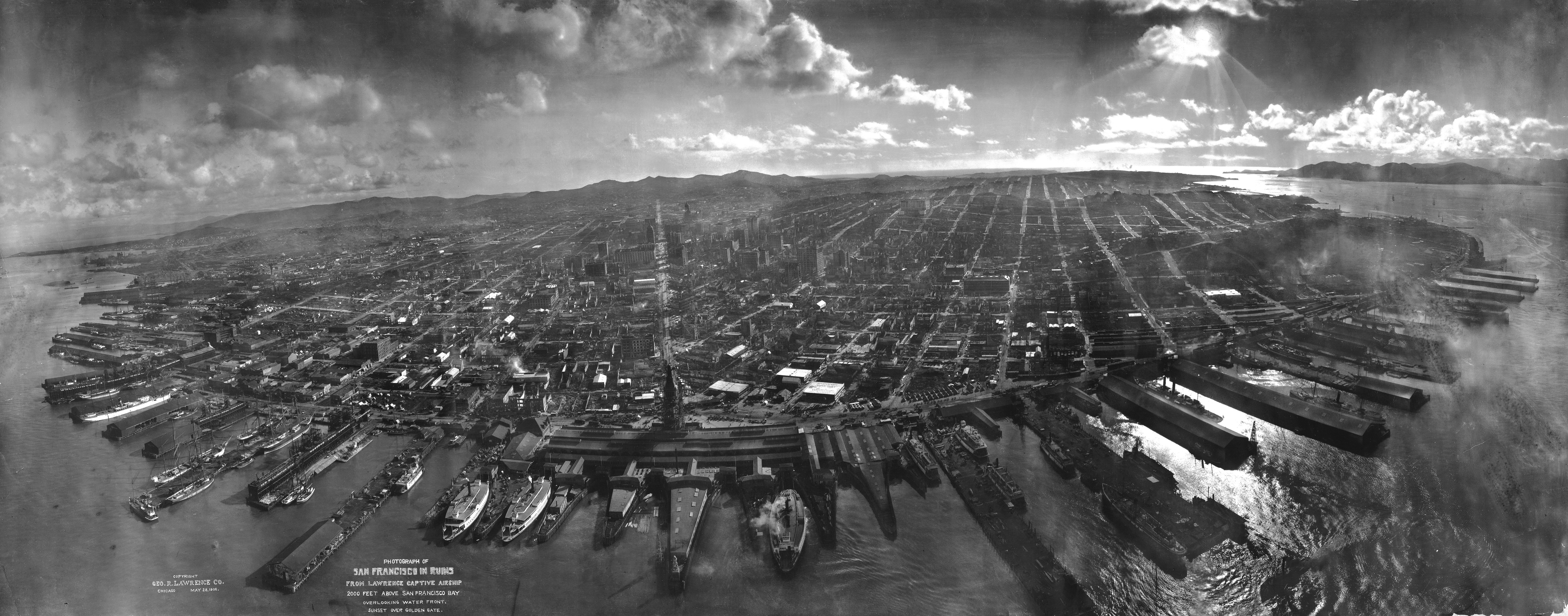
George R. Lawrence, San Francisco vu du ciel après le séisme de 1906.

## Célébrations
Centenaire de naissance
- Constant Delessert
- Guillaume Duchenne de Boulogne
- Marie Kinnberg (en)
- Frédéric Martens
- Jean César Adolphe Neurdein
- Johan Adolf Sevén (sv)